# Thecosomatida
Thecosomatida är en ordning av snäckor. Thecosomatida ingår i klassen snäckor, fylumet blötdjur och riket djur.
Ordningen innehåller bara familjen Limacinidae.